# Osmnáctý dodatek Ústavy Spojených států amerických

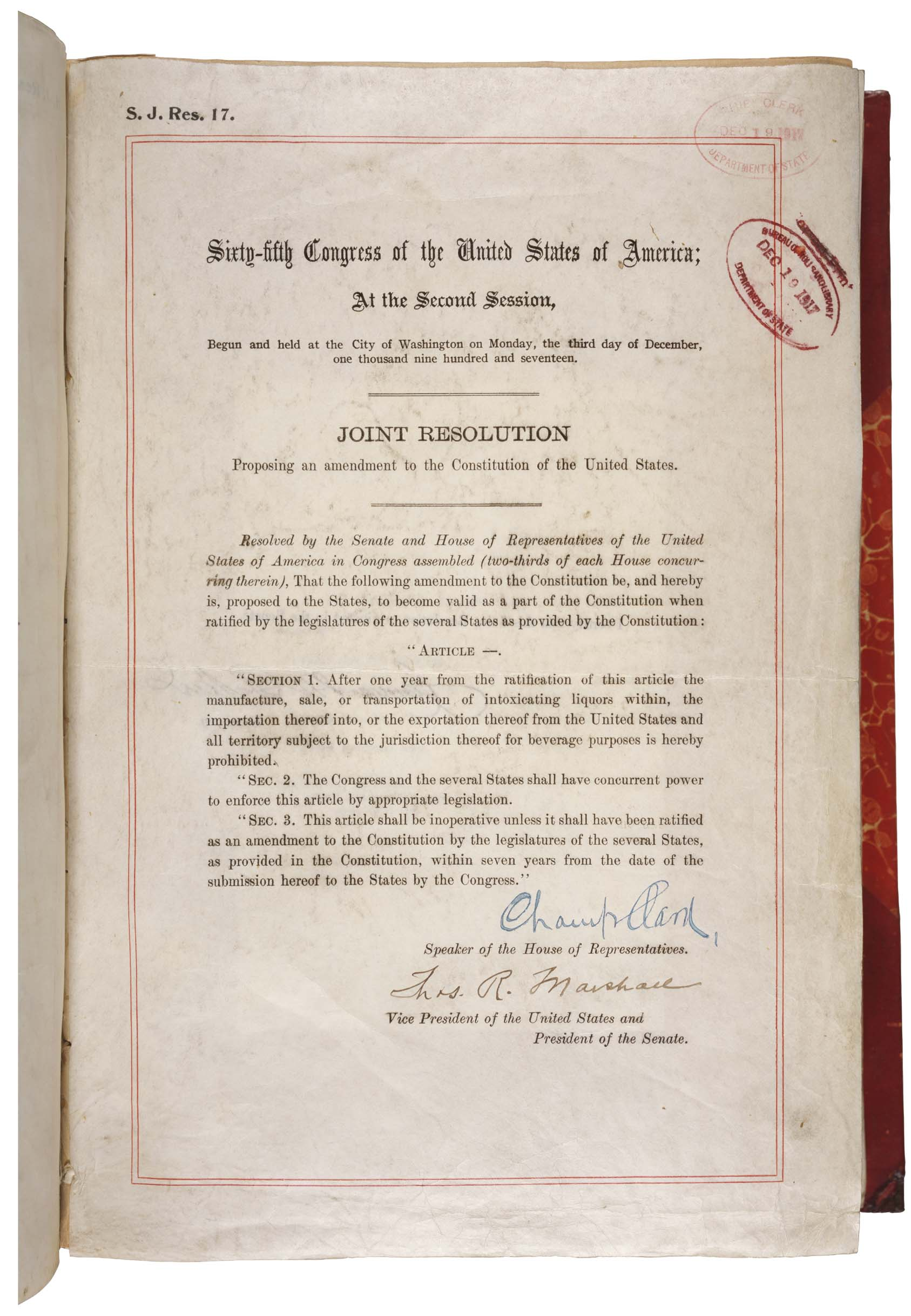
18. dodatek ústavy USA

Osmnáctý dodatek Ústavy Spojených států amerických zavedl společně s Volsteadovým zákonem (Volstead Act) ve Spojených státech prohibici. Volsteadův zákon definoval „alkoholické nápoje“ a učinil výjimku pro ty alkoholické nápoje, které se používají pro náboženské účely. Dodatek byl jedinečný nastavením časového prodlení mezi ratifikací a nabytím účinnosti a stanovením omezené lhůty ratifikace v jednotlivých členských státech. Prostřednictvím té byl schválen 16. ledna 1919.
Poptávka po alkoholických nápojích však trvala i po přijetí dodatku, díky čemuž došlo ke kriminalizaci producentů, dodavatelů, přepravců a spotřebitelů alkoholu. V důsledku toho byla policie, soudy a věznice zahlceny novými případy, došlo k nárůstu organizovaného zločinu a korupce mezi úředníky činnými v trestním řízení. Osmnáctý dodatek byl zrušen v roce 1933 ratifikací dvacátého prvního dodatku ústavy a jedná se o jediný ústavní dodatek v historii USA, který byl zrušen.